# Laguna metróállomás
Laguna metróállomás Spanyolország fővárosában, Madridban a madridi metró 6-os vonalán.

## Metróvonalak
Az állomást az alábbi metróvonalak érintik:
- 6-os metróvonal

## Kapcsolódó állomások
A metróállomáshoz az alábbi állomások vannak a legközelebb:
- Lucero (Laguna, 6-os metróvonal, külső hurok, Príncipe Pío)
- Carpetana (Laguna, 6-os metróvonal, belső hurok, Pacífico)